# فلز و شیشه
فلز و شیشه نمایشنامه‌ای نوشته محمد چرمشیر است که در سال ۱۳۸۱، در کتابی با عنوان فلز و شیشه: هشت نمایشنامه از گروه تاتربازی، توسط شبکه آیینه آفتاب کیش چاپ شده‌است.